# Symplecta bisulca
Symplecta bisulca là một loài ruồi trong họ Limoniidae. Chúng phân bố ở miền Tân bắc.